# Comito
In alcune marine medievali e rinascimentali quello di comito (dal latino cŏmes, comĭtis, "compagno di viaggio", ma inteso talvolta anche come "comandante") era il titolo del nostromo a bordo di galee e navi mercantili. Gli era superiore, a bordo, il sopracomito o patrono, cioè il comandante. In genere il comito era il primo dei sottufficiali e comandava la manovra delle vele e i vari servizi della nave. Le ammiraglie a volte ne avevano due. Nel XV e XVI secolo, con l'aumentare delle dimensioni delle galee crebbe anche il numero degli addetti o "ufficiali" per cui, accanto al sopracomito o comandante, si distinse la figura del patrono (paròn in veneziano, cioè "padrone" ma con valore di rispetto) come comandante in seconda, il comito divenne il capo dei rematori e al pilota fu affidata la responsabilità della navigazione.
Nella marineria veneziana, per un breve periodo tra il XIII e il XIV secolo il titolo designò lo stesso comandante. Sempre tra i Veneziani il comito era noto anche come paron zurado ("padrone giurato") e tale ruolo era riservato esclusivamente ad appartenenti alla classe dei cittadini. Nel meridione d'Italia (la zona di Napoli in particolare), con comito ci si riferiva al comandante dei porti marittimi.